# Un Natale pieno di Graça
Un Natale pieno di Graça (Um Natal Cheio de Graça) è un film del 2022 diretto da Pedro Antônio Paes.

## Trama
Quando scopre che la fidanzata lo tradisce, Carlinhos incontra l'esuberante Graça e le chiede aiuto facendola passare per la sua fidanzata alla sua famiglia tradizionalista per le feste di Natale.

## Distribuzione
Il film è stato distribuito sulla piattaforma Netflix a partire dal 30 novembre 2022.